# Centre Cultural d'Espanya a Bata
El Centre Cultural d'Espanya a Bata, juntament amb el Centre Cultural d'Espanya a Malabo, és hereu del Centre Cultural Hispano-Equatorià, sorgit arran de l'acord de Cooperació Cultural entre Guinea Equatorial i Espanya. Aquest acord estableix el compromís de fomentar i facilitar la creació de centres culturals en territori de l'altra part, amb l'objectiu d'«enfortir les relacions humanes, espirituals i culturals entre ambdós pobles». Entre les seves funcions, es preveu l'organització de conferències, cicles de difusió cultural, activitats artístiques i literàries, així com la gestió de biblioteques, discoteques, col·leccions audiovisuals, projeccions de cinema, representacions teatrals, audicions musicals, exhibicions folklòriques i competicions esportives. A més, la cooperació inclou la realització de seminaris, programes de formació professional i altres activitats similars.
Abans de la creació del Centre Cultural, l'acció cultural espanyola a Bata es desenvolupava a través d'una petita antena del Centre Cultural Hispano-Equatorià, que funcionava com a delegació en coordinació amb el Consolat General d'Espanya. Anteriorment, aquesta tasca havia recaigut en l'aula cultural impulsada pel Centre associat de la UNED a Bata i la seva xarxa de centres de suport a la regió continental.
Inicialment, es va projectar la construcció del centre a Asonga, a la finca de la cooperació espanyola a primera línia de platja. No obstant això, finalment es va edificar al solar de les Missioneres de la Immaculada Concepció, a tocar de l'antiga subgovernació de Bata, davant del passeig marítim. L'arquitecte Pablo Mosquera Arancibia en va ser el responsable del projecte i la direcció de l'obra. El centre va ser inaugurat el 9 de juliol del 2001 com a dependència del Consolat General d'Espanya a Bata i, amb el temps, s'ha consolidat com un espai de referència a la regió continental de Guinea Equatorial, amb una projecció nacional a través de la seva col·laboració amb el centre de Malabo.
El 2015, la Secretaria General Iberoamericana (SEGIB) i el Ministeri d'Afers Exteriors i de Cooperació d'Espanya van signar un acord per tal d'obrir aquestes infraestructures als Estats membres de la Comunitat Iberoamericana de Nacions, amb l'objectiu de facilitar-hi activitats de cooperació i promoció cultural.
El centre compta amb una Biblioteca de l'Administració General de l'Estat i, gràcies a la iniciativa de Mariano Ekomo, J. Fernando Siale i Gustau Nerín, també alberga l'única llibreria del país. L'any 2019, coincidint amb el 40è aniversari dels programes de cooperació hispano-equatorians, les biblioteques de l'AECID a Madrid, Malabo i Bata van impulsar el portal Fons Digital de Guinea Equatorial, especialitzat en publicacions sobre el país.
El centre ha estat dirigit per Enrique León Chacón (de juliol de 2001 a agost de 2003) i María Ángeles Díaz Ojeda (de 2008 a gener de 2011), així com per Myriam Martínez Elcoro en dos períodes. Posteriorment, Andrés Pérez Sánchez-Morate en va assumir la gestió, i a principis de 2020 la direcció va passar a mans de Nadia Valentín Pardo.